# Joe Barile
Joseph James „Joe“ Barile (* 6. Mai 1959) ist ein ehemaliger US-amerikanischer Rennrodler.
Barile nahm mit Steven Maher für sechs Jahre bei Rodelwettbewerben im Doppelsitzer an. 1988 nahm er an den Olympischen Winterspielen
im kanadischen Calgary teil. Dort belegte er den 16. Platz.
Nach seiner aktiven Karriere arbeitete Barile wieder als Zimmerer, vor allem in den Adirondack Mountains. Er ist Entwickler und Eigentümer von
The Whiteface Lodge, einem Camp im Stil des frühen 20. Jahrhunderts.